# 로마 국왕
로마 국왕(라틴어: Rex Romae)은 로마 왕국의 최고 수장이었다. 창건자 로물루스를 제외한 로마의 왕은 모두 로마의 국민이 선출하여 평생 재임하였으며, 아무도 군사력으로 왕좌를 찬탈한 적이 없었다. 왕을 선출하는 데 세습 원칙이 있다는 기록은 없지만, 기원전 5세기 타르퀴니우스 프리스쿠스는 죽은 왕의 혈통을 물려받은 사람이었다. 그리하여 고대 역사가들은 로마 왕정의 왕이 혈통이 아닌 자신의 덕성에 따라 선택되었다고 진술하였다. 

## 왕의 위상
초기 로마는 공화정이 아닌, 왕(rex)이 다스리는 나라였다. 왕은 국민에 대하여 절대적인 권력을 누렸다. 원로원은 약한 형태의 과두정으로, 이들의 행정권은 미약하였다. 
왕의 상징으로는 권표(fasces)를 든 12명의 릭토르와 상아 왕좌, 자주색 토가(toga picta), 붉은 신발, 머리에 쓴 하얀 왕관이었다. 오직 왕만이 자주색 토가를 입을 수 있었다. 
국가의 최고 권력은 왕에게 있었는데, 그 위상은 다음과 같다.
1. 정부 수반 : 법을 시행하는 최고 행정권이 있었다.
2. 군 최고 통수권자 : 군단을 징모하고 조직할 수 있는 유일한 권한이 있는 최고 사령관이었다.
3. 국가 원수 : 외교상 로마의 최고 대표자이며, 외국 사신을 받아들일 수 있었다.
4. 최고 제사장 : 로마의 신 앞에서 로마와 로마 인민의 공식적인 대표자로써, 로마 종교를 감독할 행정권이 있었다.
5. 최고 입법자 : 필요하다고 생각할 경우 법을 만들어 제안할 수 있었다.
6. 최고 재판관 : 모든 민사와 형사 사건을 판결하였다.

## 같이 보기
- 로마 황제